# Guillermo Casanova (Fußballspieler)
Guillermo Segundo Casanova Miranda (* 21. Mai 1918; † 16. Juli 1981) war ein chilenischer Fußballspieler. Der Mittelfeldspieler lief in fünf Länderspielen für die chilenische Nationalmannschaft auf und wurde auf Vereinsebene ein Mal nationaler Meister.

## Karriere

### Verein
Guillermo Casanova spielte mindestens 1942 beim CD Santiago Morning, mit dem er in diesem Jahr die Meisterschaft gewann. Mehr ist über die Vereinskarriere des Offensivspielers nicht bekannt.

### Nationalmannschaft
Guillermo Casanova debütierte beim Campeonato Sudamericano 1942 unter Trainer Ferenc Plattkó bei der 1:6-Niederlage gegen Gastgeber Uruguay. Er stand in fünf von sechs Turnierspielen für die La Roja auf dem Feld, die nach einem Sieg, einem Unentschieden und vier Niederlagen Vorletzter der Südamerikameisterschaft wurde. Beim 2:1-Erfolg gegen Ecuador erzielte Casanova den 2:1-Siegtreffer. Beim 0:0-Unentschieden gegen Peru während des Turniers stand Casanova letztmalig für Chile auf dem Feld.

## Erfolge
Santiago Morning
- Chilenischer Meister: 1942